# La Chaussée (Sena Marítimo)
La Chaussée é uma comuna francesa na região administrativa da Normandia, no departamento de Sena Marítimo. Estende-se por uma área de 8,11 km². Em 2010 a comuna tinha 548 habitantes (densidade: 67,6 hab./km²).